# Грейпвин, Чарли
Чарли Эллсворт Грейпвин (англ. Charley Ellsworth Grapewin, 20 декабря 1869 — 2 февраля 1956) — американский актёр. 

## Биография
Родился в Зинии, Огайо, и ещё в юности сбежал из дома, чтобы стать цирковым артистом. Его мечта вскоре сбылась, и он попал в бродячий цирк, где работал в качестве воздушного акробата и гимнаста. Помимо этого он много гастролировал по миру с известной цирковой труппой Ф. Т. Барнума. В 1900 году Грейпвин впервые появился на киноэкранах в двух немых короткометражках, а в 1905 году состоялось его единственное появление на Бродвее в пьесе «Это зависит от вас, Джон Генри». В 1929 году он вновь вернулся в кинематограф, где за последующие 22 года своей карьера снялся более чем в ста картинах. Наиболее яркими и запоминающимися стали его роли дяди Генри в знаменитом музыкальном фильм Виктора Флеминга «Волшебник страны Оз» (1939) и дед Джоад в драме Джона Форда «Гроздья гнева» (1940). У него также были заметные роли в фильмах «Судья Прист» (1934), «Окаменелый лес» (1936), «Отважные капитаны» (1937), «Пыль будет моей судьбой» (1939), «Джонни Аполлон» (1940), «Табачная дорога» (1941) и «Они умерли на своих постах» (1941).
В 1896 году он женился на актрисе Энн Чэнс, с которой был вместе до её смерти в 1943 году. Грейпвин умер в Калифорнии в 1956 году в возрасте 86 лет, и был похоронен в Глендейле на кладбище Форест-Лаун рядом с женой.